# 796 (numero)
Settecentonovantasei (796) è il numero naturale dopo il 795 e prima del 797.

## Proprietà matematiche
- È un numero pari.
- È un numero composto, con 6 divisori: 1, 2, 4, 199, 398, 796. Poiché la somma dei suoi divisori (escluso il numero stesso) è 604 < 796, è un numero difettivo.
- È un numero odioso.
- È un numero congruente.
- È parte delle terne pitagoriche (597, 796, 995), (796, 39597, 39605), (796, 79200, 79204), (796, 158403, 158405).

## Astronomia
- 796 Sarita è un asteroide della fascia principale del sistema solare.
- NGC 796 è un ammasso aperto della costellazione dell'Idra Maschio.
- IC 796 è una galassia nella costellazione della Chioma di Berenice.

## Astronautica
- Cosmos 796 è un satellite artificiale russo.

## Altri ambiti
- La Route nationale 796 è una strada statale della Francia.
- Nevada State Route 796 è una autostrada in Nevada, negli Stati Uniti d'America.